# Opopeo
Opopeo, est une ville dans l'état de Michoacán, au Mexique.